# 周守信
周守信（1949年12月11日—2013年2月13日），香港公務員。周在1976年加入香港政府擔任政務主任，曾在房屋署、政務總署、皇家香港警務處、布政司署財政科、衞生福利科及運輸科等多個部門任職，亦曾被借調出任獨立監察警方處理投訴委員會檢討主任，退休前連續11年擔任葵青民政事務專員，官至首長級丙級政務官。

## 早年生活
周守信生於1949年12月11日，他在1973年於香港大學完成文学士學位，並在1975年於香港中文大學取得工商管理碩士。

## 公務員生涯
周守信在1976年10月1日加入香港政府，並被派至房屋署出任政務主任。在1978年7月，周就被調至新界民政署沙田理民府出任副理民官，但1980年4月即轉為在布政司署財政科出任主管庫務的財政主任職務，及後在1982年4月於財政科內轉任政策事務的助理財政司。在1983年2月，周被委任為政府車輛管理處政府車輛主任，短暫效力約一年後，他在1984年被派至政務總署擔任助理港九政務署署長，並晉升為高級政務主任。
晉升為高級政務主任的周在政務總署出仕不足一年，即在1985年1月返回布政司署，在民政科擔任首席助理民政司。在1987年9月7日，周再度被派遣至政務總署，不過這次他獲委任為灣仔政務專員兼官守太平紳士，並在1988年4月進一步正式升任為首長級丙級政務官。周在升職後不久就調派至皇家香港警務處，於1989年3月起於警隊任職政務秘書。隨後，周又再在不足一年內被調職，在1990年1月再次返回布政司署，於運輸科準備新崗位，不過他最終在同年9月改為在衞生福利科工作，在1991年2月至11月被派任醫院事務署助理處長。醫院管理局成立後，他再次返回布政司署衞生福利科，於1991年11月起出任康復專員，並在任內發表綠皮書檢討康復專科服務及輔助醫療業的不足以切合香港的康復醫療需求，而他亦曾於1992年2月至3月兼任副衞生福利司。
在1996年，他被借調至獨立監察警方處理投訴委員會秘書處擔任檢討主任，並任內負責檢討投訴警察課的調查程序和它與警監會的關係。他在卸任檢討主任後，得以返回布政司署運輸科擔任首席助理運輸司，並在1997年香港主權由英國移交至中國時過渡至運輸局，擔任運輸局的首席助理局長。
周在1999年4月19日起出任葵青民政事務專員，並於4月30日再次獲委任為官守太平紳士，亦在11月21日獲頒授長期優良服務獎狀。葵青區雖然自1985年成立以來一直為民主派的重鎮，但周並沒有因此與區內民主派人士全面合作。相反，他一直與民主派保持距離，在一些節慶聚餐也只邀請建制派人士參與，甚至連民主派的葵青區議會主席及副主席都不被邀請。另外，單仲偕亦於2003年的立法會會議上，指控周在1999年出手干預區議會令建制派的蘇開鵬成為副主席。與此同時，周的任期亦不尋常地長，超越一般政務官約三年輪調的慣例，導致傳出周出任專員的任務是在打撃葵青區民主派勢力的說法。梁耀忠甚至在2008年時批評任滿九年的周只在地區處理政治工作，疏於處理地區實務。然而，在周擔任民政事務專員任內，民主派於2007年香港區議會選舉結束在葵青區的主導地位，成為少數派別。
周原定在2009年年屆60歲退休，但因民主派五位議員發動五區總辭而觸發2010年香港立法會地方選區補選，周被民政事務總署要求延任葵青民政事務專員並出任新界西選區的選舉主任。最終周被迫延任至2010年8月22日才正式退休，創下連續11年擔任葵青民政事務專員一職的紀錄，而專員一職隨後由羅應祺接任。

## 個人生活及逝世
周守信與妻子育有兩子一女，而他的興趣為閱讀及麻将。周守信於2013年2月13日離世，並在3月10日於香港殯儀館舉行喪禮。

## 榮譽

### 殊勳
- 官守太平紳士（J.P.）（1987年9月7日－1989年1月29日；1999年4月30日－2010年8月22日）[6][9][17]

### 頭銜
- 周守信，JP（Allan Chow Shou-shun, JP，1987年9月7日－1989年1月29日；1999年4月30日－2010年8月22日）[6][9][17]